# Stellaria salicifolia
Stellaria salicifolia är en nejlikväxtart som beskrevs av Y. W. Tsui och P. Ke. Stellaria salicifolia ingår i släktet stjärnblommor, och familjen nejlikväxter. Inga underarter finns listade i Catalogue of Life.